# Vyšėjšaja Liha 2013
La Vyšėjšaja Liha 2013 è stata la ventitreesima edizione della massima serie del campionato bielorusso di calcio, disputato tra il 30 marzo e il 1º dicembre 2013 e conclusosi con la vittoria del BATĖ Borisov, al suo decimo campionato vinto, l'ottavo consecutivo. Il capocannoniere della competizione fu Vital' Radyënaŭ (BATĖ Borisov) con 14 reti realizzate.

## Stagione

### Novità
Dalla Vyšėjšaja Liha 2012 non venne retrocessa alcuna squadra in Peršaja Liha, mentre dalla Peršaja Liha venne promosso il Dnjapro Mahilëŭ, riportando così il numero di squadre partecipanti a 12. Prima dell'inizio della stagione il Brest tornò alla storica denominazione di Dinamo Brėst.

### Formula
La formula del campionato venne cambiata in una doppia fase. Nella prima fase le 12 squadre partecipanti disputarono un girone all'italiana con partite di andata e ritorno per un totale di 22 partite. Le prime sei classificate vennero ammesse a una seconda fase per decretare la squadra vincitrice della competizione e le partecipazioni alle competizioni europee. Le ultime sei classificate vennero ammesse a una seconda fase per evitare la retrocessione. In entrambi i raggruppamenti della seconda fase le sei squadre partecipanti disputarono un girone all'italiana con partite di andata e ritorno per un totale di altre 10 partite. Nel raggruppamento delle prime sei, la prima classificata, vincitrice del campionato, venne ammessa al secondo turno preliminare della UEFA Champions League 2014-2015, mentre la seconda e la terza classificata vennero ammesse al secondo turno preliminare della UEFA Europa League 2014-2015 assieme alla squadra vincitrice della Coppa di Bielorussia; se quest'ultima avesse concluso il campionato al secondo o al terzo posto, la quarta classificata sarebbe stata ammessa in UEFA Europa League. Nel raggruppamento delle ultime sei, l'ultima classificata venne retrocessa direttamente in Peršaja Liha, mentre la penultima disputò uno spareggio con la seconda classificata in Peršaja Liha per un ulteriore posto in Vyšėjšaja Liha.

## Squadre partecipanti
| Club              | Stagione | Città      | Stadio             | Stagione 2012               |
| ----------------- | -------- | ---------- | ------------------ | --------------------------- |
| BATĖ Borisov      |          | Barysaŭ    | Stadio Haradzki    | Campione di Bielorussia     |
| Belšyna           |          | Babrujsk   | Stadio Spartak     | 7º posto in Vyšėjšaja Liha  |
| Dinamo Brėst      |          | Brėst      | OSK Brestskiy      | 8º posto in Vyšėjšaja Liha  |
| Dinamo Minsk      |          | Minsk      | Stadio Dinamo-Yuni | 3º posto in Vyšėjšaja Liha  |
| Dnjapro Mahilëŭ   |          | Mahilëŭ    | Stadio Spartak     | 1º posto in Peršaja Liha    |
| Homel'            |          | Homel'     | Stadio Central'ny  | 4º posto in Vyšėjšaja Liha  |
| Minsk             |          | Minsk      | Stadio Torpedo     | 6º posto in Vyšėjšaja Liha  |
| Naftan            |          | Navapolack | Stadio Atlant      | 9º posto in Vyšėjšaja Liha  |
| Nëman             |          | Hrodna     | Stadio Nëman       | 5º posto in Vyšėjšaja Liha  |
| Šachcër Salihorsk |          | Salihorsk  | Stadio Stroitel    | 2º posto in Vyšėjšaja Liha  |
| Slavija-Mazyr     |          | Mazyr      | Stadio Junatsva    | 10º posto in Vyšėjšaja Liha |
| Tarpeda-BelAZ     | dettagli | Žodzina    | Stadio Torpedo     | 11º posto in Vyšėjšaja Liha |

## Prima fase

### Classifica finale
|  | Pos. | Squadra           | Pt | G  | V  | N | P  | GF | GS | DR  |
|  | ---- | ----------------- | -- | -- | -- | - | -- | -- | -- | --- |
|  | 1.   | Šachcër Salihorsk | 49 | 22 | 15 | 4 | 3  | 35 | 13 | +22 |
|  | 2.   | BATĖ Borisov      | 48 | 22 | 15 | 3 | 4  | 46 | 17 | +29 |
|  | 3.   | Dinamo Minsk      | 34 | 22 | 9  | 7 | 6  | 30 | 26 | +4  |
|  | 4.   | Homel'            | 34 | 22 | 9  | 7 | 6  | 25 | 20 | +5  |
|  | 5.   | Nëman             | 30 | 22 | 8  | 6 | 8  | 23 | 23 | 0   |
|  | 6.   | Tarpeda-BelAZ     | 28 | 22 | 8  | 4 | 10 | 26 | 28 | -2  |
|  | 7.   | Belšyna           | 28 | 22 | 7  | 7 | 8  | 24 | 28 | -4  |
|  | 8.   | Minsk             | 25 | 22 | 6  | 7 | 9  | 21 | 27 | -6  |
|  | 9.   | Dinamo Brėst      | 24 | 22 | 6  | 6 | 10 | 18 | 30 | -12 |
|  | 10.  | Dnjapro Mahilëŭ   | 23 | 22 | 6  | 5 | 11 | 20 | 29 | -9  |
|  | 11.  | Naftan            | 21 | 22 | 4  | 9 | 9  | 19 | 29 | -10 |
|  | 12.  | Slavija-Mazyr     | 16 | 22 | 3  | 7 | 12 | 16 | 33 | -17 |

Legenda:
      Ammesse alla fase per il titolo.
      Ammesse alla fase per la salvezza.
Note:
Tre punti a vittoria, uno a pareggio, zero a sconfitta.

### Risultati
|                   | BAT  | Bel  | DiB  | DiM  | Dnj  | Hom  | Min  | Naf  | Nëm  | Šac  | Sla  | TŽo  |
| ----------------- | ---- | ---- | ---- | ---- | ---- | ---- | ---- | ---- | ---- | ---- | ---- | ---- |
| BATĖ Borisov      | –––– | 2-0  | 3-2  | 1-1  | 3-1  | 1-2  | 2-1  | 3-0  | 2-0  | 4-0  | 6-1  | 2-0  |
| Belšyna           | 0-1  | –––– | 1-0  | 1-1  | 3-1  | 1-1  | 0-0  | 1-0  | 2-2  | 1-1  | 2-2  | 1-3  |
| Dinamo Brest      | 0-0  | 1-0  | –––– | 0-2  | 2-0  | 1-1  | 1-1  | 2-1  | 1-1  | 0-1  | 1-0  | 2-1  |
| Dinamo Minsk      | 1-2  | 2-0  | 3-2  | –––– | 2-1  | 1-0  | 3-0  | 1-1  | 0-2  | 1-1  | 0-0  | 1-2  |
| Dnjapro Mahilëŭ   | 2-1  | 0-1  | 0-0  | 2-0  | –––– | 2-1  | 2-2  | 1-2  | 3-1  | 2-0  | 1-0  | 0-4  |
| Homel'            | 3-2  | 1-3  | 2-0  | 1-2  | 0-0  | –––– | 2-0  | 1-1  | 2-0  | 0-1  | 2-1  | 0-0  |
| Minsk             | 0-1  | 2-1  | 2-0  | 1-2  | 1-0  | 0-0  | –––– | 1-2  | 1-0  | 0-1  | 1-1  | 0-0  |
| Naftan            | 1-5  | 3-3  | 1-2  | 0-0  | 2-1  | 0-0  | 1-1  | –––– | 0-0  | 0-1  | 0-0  | 0-2  |
| Nëman             | 2-1  | 2-1  | 2-0  | 3-1  | 1-1  | 2-0  | 0-2  | 1-0  | –––– | 0-1  | 2-0  | 1-1  |
| Šachcër Salihorsk | 0-0  | 3-0  | 5-0  | 1-1  | 2-0  | 0-1  | 4-1  | 2-0  | 2-0  | –––– | 2-1  | 2-1  |
| Slavija-Mazyr     | 0-1  | 0-1  | 1-1  | 3-2  | 0-0  | 1-2  | 2-3  | 1-1  | 1-0  | 0-2  | –––– | 0-3  |
| Tarpeda-BelAZ     | 0-3  | 0-1  | 2-0  | 2-3  | 1-0  | 1-3  | 2-1  | 0-3  | 1-1  | 0-3  | 0-1  | –––– |

## Seconda fase per il titolo

### Classifica finale
|  | Pos. | Squadra           | Pt | G  | V  | N | P  | GF | GS | DR  |
|  | ---- | ----------------- | -- | -- | -- | - | -- | -- | -- | --- |
|  | 1.   | BATĖ Borisov      | 67 | 32 | 21 | 4 | 7  | 61 | 25 | +36 |
|  | 2.   | Šachcër Salihorsk | 58 | 32 | 17 | 7 | 8  | 44 | 26 | +18 |
|  | 3.   | Dinamo Minsk      | 54 | 32 | 15 | 9 | 8  | 44 | 33 | +11 |
|  | 4.   | Nëman             | 47 | 32 | 13 | 8 | 11 | 34 | 30 | +4  |
|  | 5.   | Tarpeda-BelAZ     | 42 | 32 | 12 | 6 | 14 | 33 | 38 | -5  |
|  | 6.   | Homel'            | 40 | 32 | 11 | 7 | 14 | 34 | 40 | -6  |

Legenda:
      Campione di Bielorussia e ammesso alla UEFA Champions League 2014-2015.
      Ammesso alla UEFA Europa League 2014-2015.
Note:
Tre punti a vittoria, uno a pareggio, zero a sconfitta.
Punti all'inizio della seconda fase:
Šachcër Salihorsk: 49 punti, 35 gol fatti, 13 gol subiti
BATĖ Borisov: 48 punti, 46 gol fatti, 17 gol subiti
Homel': 34 punti, 25 gol fatti, 20 gol subiti
Dinamo Minsk: 34 punti, 30 gol fatti, 26 gol subiti
Nëman: 30 punti, 23 gol fatti, 23 gol subiti
Tarpeda-BelAZ: 28 punti, 26 gol fatti, 28 gol subiti

### Risultati
|                   | BAT  | DiM  | Hom  | Nëm  | Šac  | TŽo  |
| ----------------- | ---- | ---- | ---- | ---- | ---- | ---- |
| BATĖ Borisov      | –––– | 2-1  | 2-0  | 1-0  | 2-2  | 0-1  |
| Dinamo Minsk      | 2-1  | –––– | 3-1  | 1-2  | 1-0  | 0-0  |
| Homel'            | 0-1  | 1-4  | –––– | 0-1  | 1-3  | 1-2  |
| Nëman             | 1-0  | 0-1  | 1-2  | –––– | 2-1  | 3-0  |
| Šachcër Salihorsk | 0-3  | 0-0  | 1-2  | 1-1  | –––– | 1-0  |
| Tarpeda-BelAZ     | 1-3  | 0-1  | 2-1  | 0-0  | 1-0  | –––– |

## Seconda fase per la salvezza

### Classifica finale
|  | Pos. | Squadra         | Pt | G  | V  | N  | P  | GF | GS | DR  |
|  | ---- | --------------- | -- | -- | -- | -- | -- | -- | -- | --- |
|  | 7.   | Belšyna         | 47 | 32 | 15 | 8  | 9  | 42 | 38 | +4  |
|  | 8.   | Dinamo Brėst    | 40 | 32 | 11 | 7  | 14 | 32 | 41 | -9  |
|  | 9.   | Minsk           | 38 | 32 | 10 | 8  | 14 | 36 | 40 | -4  |
|  | 10.  | Naftan          | 37 | 32 | 9  | 10 | 13 | 29 | 41 | -12 |
|  | 11.  | Dnjapro Mahilëŭ | 33 | 32 | 9  | 6  | 17 | 28 | 42 | -14 |
|  | 12.  | Slavija-Mazyr   | 23 | 32 | 5  | 8  | 19 | 24 | 47 | -23 |

Legenda:
   Ammesso allo spareggio promozione/retrocessione.
      Retrocesso in Peršaja Liha 2014.
Note:
Tre punti a vittoria, uno a pareggio, zero a sconfitta.
Punti all'inizio della seconda fase:
Belšyna: 28 punti, 24 gol fatti, 28 gol subiti
Minsk: 25 punti, 21 gol fatti, 27 gol subiti
Dinamo Brest: 24 punti, 18 gol fatti, 30 gol subiti
Dnjapro Mahilëŭ: 23 punti, 20 gol fatti, 29 gol subiti
Naftan: 21 punti, 19 gol fatti, 29 gol subiti
Slavija-Mazyr: 16 punti, 16 gol fatti, 33 gol subiti

### Risultati
|                 | Bel  | DiB  | Dnj  | Min  | Naf  | Sla  |
| --------------- | ---- | ---- | ---- | ---- | ---- | ---- |
| Belšyna         | –––– | 0-4  | 1-1  | 3-1  | 1-0  | 2-1  |
| Dinamo Brest    | 0-1  | –––– | 0-1  | 1-0  | 1-1  | 3-1  |
| Dnjapro Mahilëŭ | 1-5  | 3-0  | –––– | 1-0  | 0-2  | 0-1  |
| Minsk           | 2-3  | 3-1  | 1-0  | –––– | 4-0  | 1-1  |
| Naftan          | 0-1  | 1-3  | 1-0  | 2-1  | –––– | 2-1  |
| Slavija-Mazyr   | 0-1  | 0-1  | 2-1  | 1-2  | 0-1  | –––– |

## Spareggio promozione/retrocessione
Allo spareggio promozione/retrocessione vennero ammessi l'undicesima classificata in Vyšėjšaja Liha, il Dnjapro Mahilëŭ, e la seconda classificata in Peršaja Liha, l'Haradzeja, per un posto nella Vyšėjšaja Liha 2014.
|                 | Risultati |                 | Luogo e data             |
| --------------- | --------- | --------------- | ------------------------ |
| Dnjapro Mahilëŭ | 3 - 1     | Haradzeja       | Mahilëŭ, 4 dicembre 2013 |
| Haradzeja       | 0 - 0     | Dnjapro Mahilëŭ | Minsk, 8 dicembre 2013   |
|                 |           |                 |                          |

## Statistiche

### Classifica marcatori
| Gol |  |  | Giocatore          | Squadra           |
| --- |  |  | ------------------ | ----------------- |
| 14  |  |  | Vital' Radyënaŭ    | BATĖ Borisov      |
| 12  |  |  | Dzmitryj Asipenka  | Šachcër Salihorsk |
| 10  |  |  | Hernán Figueredo   | Dinamo Minsk      |
| 10  |  |  | Anton Macveenka    | Homel'            |
| 10  |  |  | Aljaksandr Paŭlaŭ  | BATĖ Borisov      |
| 10  |  |  | Mikalaj Sihnevič   | Dinamo Brėst      |
| 9   |  |  | Michail Hardzejčuk | Belšyna           |
| 9   |  |  | Dzjanis Lapceŭ     | Slavija-Mazyr     |
| 9   |  |  | Pavel Sitko        | Šachcër Salihorsk |
| 9   |  |  | Raman Vasiljuk     | Minsk             |
| 8   |  |  | Sjarhej Kryvec     | BATĖ Borisov      |
| 8   |  |  | Aljaksej Ryas      | Šachcër Salihorsk |